# Vampire d'Atlas

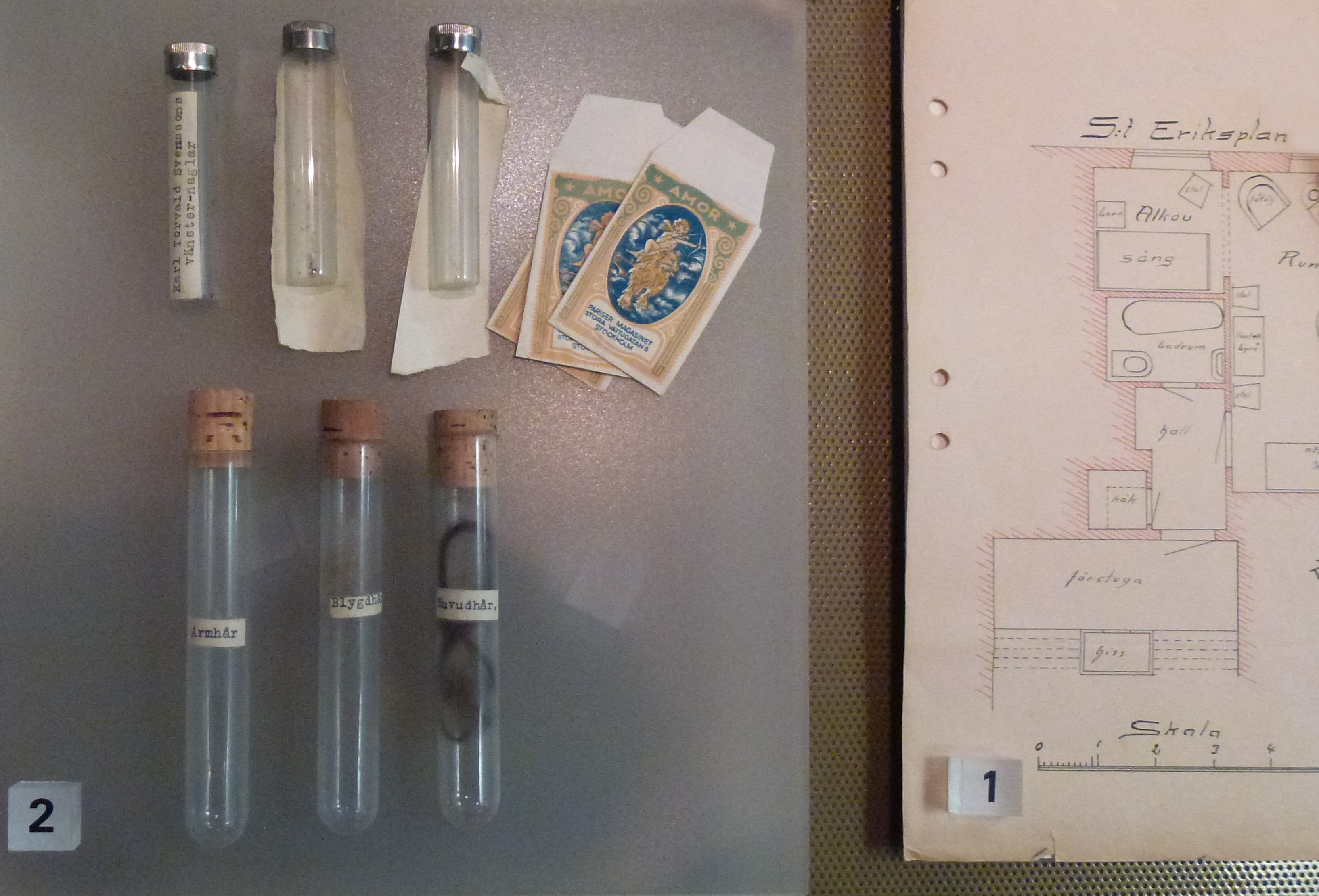
Plan de l'appartement et échantillons de preuves rassemblés sur la scène du crime, exposés au Musée de la Police de Stockholm

Le vampire d'Atlas est le surnom qui a été donné à l'agresseur aujourd'hui toujours inconnu qui a commis le « meurtre du vampire » (aussi appelé l'affaire du vampire meurtrier) à Stockholm en 1932. 
Le 4 mai 1932, une prostituée de 32 ans, Lilly Lindeström, a été retrouvée assassinée dans son petit appartement du quartier d'Atlas à Stockholm. Son amie Minnie lui rendait visite lorsque le téléphone de Lilly sonna. Un homme avec une voix étrange demanda s'il s'agissait de Lilly Lindeström. Il dit qu'il était dans les environs et qu'il voulait venir à son appartement. Lilly accepta et Minnie descendit au rez-de-chaussée où elle avait son propre appartement. Plus tard, Lilly vint lui demander un préservatif, puis encore un peu plus tard un autre. Ce fut la dernière fois que Minnie vit Lilly.
Le lendemain matin, Minnie sonne à la porte de Lilly mais personne ne répond. Minnie essaye d'entrer en contact avec son amie mais il n'y avait toujours personne dans l'appartement. Minnie finit par aller voir la police.
La police força la porte de chez Lilly et découvrit alors son cadavre ; elle était complètement nue et couchée sur le ventre sur son lit. Elle avait souffert de coups violents portés à la tête. L'appartement était méticuleusement bien rangé, et même les vêtements de Lilly étaient pliés proprement sur une chaise. Sous le corps de Lilly, le lit était fait.
La police a trouvé dans l'appartement une louche qui avait probablement été remplie avec du sang, mais la louche était cependant trop petite pour avoir servi comme arme du crime. Selon l'un des policiers, le tueur aurait bu le sang de sa victime. 
Le 6 mars 2012, lors d'un programme télévisé, Leif GW Persson mentionna le fait qu'un préservatif utilisé avait été découvert entre les jambes de la victime, et que si la police avait pu utiliser les technologies modernes, elle aurait retrouvé le tueur grâce à son ADN. Persson dit également que les taches retrouvées sur la louche n'était peut être pas des taches de sang et que le crime n'impliquait pas forcément de cannibalisme ou de vampirisme. L'affaire n'est toujours pas résolue.